# 魯迪·路易斯
魯迪·路易斯（英語：Rudy Lewis，1936年8月23日—1964年5月20日），本名查爾斯·魯道夫·哈勒爾（英語：Charles Rudolph Harrell），是以作為漂流者組合的成員而聞名的美國節奏藍調歌手。在1988年，他以漂流者組合成員身分入選摇滚名人堂。

## 職業生涯
路易斯是從福音音乐中開始了他的歌唱生涯。他在費城的上城劇院參與試鏡時被喬治·崔德威爾所聘用前曾與克拉拉·沃德歌手組合合唱過，他也是與該組合一起演唱的兩位男性之一。路易斯被聘用後加入了漂流者組合並擔任領唱，取代了離去的成員本·E·金，並在現場演出上演唱了大部分由金擔任領唱的曲目。
路易斯在許多熱門歌曲中擔任主唱，包括《Please Stay》、《Some Kind of Wonderful》、《Up on the Roof》和《On Broadway》。他也在許多曲目中客串，包括《Another Night With The Boys》、《Beautiful Music》、《Jackpot》、《Let The Music Play》、《Loneliness Or Happiness》、《Mexican Divorce》、《Only In America》、《Rat Race》、《She Never Talked To Me That Way》、《Somebody New Dancing With You》、《Stranger On The Shore》、《Vaya Con Dios》和《What To Do》。
1963年4月，路易斯錄製了他的個人單曲《Baby I Dig Love》和B面的《I've Loved You So Long》並在5月發行，但成績並不亮眼。路易斯自1960年末作為漂流者組合的成員直到1964年逝世為止。1988年，路易斯以漂流者組合成員身分入選搖滾名人堂。

## 個人生活
路易斯生於宾夕法尼亚州的費城，他在24歲時加入漂流者組合後搬到纽约。根據比利·維拉的說法，路易斯是一名未出櫃的同性戀者，沉迷於海洛因並患有過胖暴食症。這些事一直對公眾保密，直到1996年發布的CD盒《Rockin & Driftin: The Drifters Box》的襯墊筆記中才公開。

## 死亡
1964年5月21日，當組合準備要錄製由路易斯所寫的〈Under the Boardwalk〉時，他被人發現在前一天晚上死在哈林區的旅館裡。前組合主唱強尼·摩爾被帶回錄音室暫時擔任主唱。第二天，漂流者組合由查理·湯瑪斯領導錄製了〈I Don't Want To Go On Without You〉，向路易斯致敬。
當局將其死因認定為藥物過量，其屍身從未進行屍檢。然而，其親友和家人認為他死於吸毒過量、窒息和心肌梗死。 也因其在27歲時去世，使得路易斯成為27俱樂部的早期成員。

## 外部鏈結
- 在Find a Grave上的魯迪·路易斯